# Lucian Bălan
Lucian Bălan (Bucarest, 25 de junio de 1959 - Baia Mare, 12 de noviembre de 2015) fue un futbolista rumano que jugaba en la demarcación de centrocampista.

## Selección nacional
Jugó un único partido con la selección de fútbol de Rumania. Se celebró el 8 de abril de 1987, en calidad de amistoso, contra Israel, partido que finalizó con victoria rumana por 3-2 tras los goles de Septimiu Câmpeanu, Miodrag Belodedici y Ioan Kramer.

## Clubes

### Como futbolista
| Club               | País    | Año         | Partidos | Goles |
| ------------------ | ------- | ----------- | -------- | ----- |
| FC Baia Mare       | Rumania | 1978 - 1985 | 164      | 17    |
| Steaua de Bucarest | Rumania | 1985 - 1989 | 87       | 5     |
| K Beerschot VAC    | Bélgica | 1989 - 1990 | 11       | 1     |
| Real Murcia CF     | España  | 1990        | 17       | 0     |
| Steaua de Bucarest | Rumania | 1990 - 1991 | 15       | 0     |

### Como entrenador
| Club              | País    | Año         |
| ----------------- | ------- | ----------- |
| FC Baia Mare      | Rumania | 1993 - 1994 |
| Phoenix Baia Mare | Rumania | 1994        |

## Palmarés

### Campeonatos nacionales
| Título          | Club               | País    | Año  |
| --------------- | ------------------ | ------- | ---- |
| Liga II         | FC Baia Mare       | Rumania | 1983 |
| Liga I          | Steaua de Bucarest | Rumania | 1986 |
| Liga I          | Steaua de Bucarest | Rumania | 1987 |
| Liga I          | Steaua de Bucarest | Rumania | 1988 |
| Liga I          | Steaua de Bucarest | Rumania | 1989 |
| Copa de Rumania | Steaua de Bucarest | Rumania | 1987 |
| Copa de Rumania | Steaua de Bucarest | Rumania | 1988 |
| Copa de Rumania | Steaua de Bucarest | Rumania | 1989 |

### Campeonatos internacionales
| Título                       | Club               | País    | Año  |
| ---------------------------- | ------------------ | ------- | ---- |
| Liga de Campeones de la UEFA | Steaua de Bucarest | Rumania | 1986 |
| Supercopa de Europa          | Steaua de Bucarest | Rumania | 1986 |